# Convolvulus equitans
Convolvulus equitans es una especie fanerógama de la familia Convolvulaceae.

## Clasificación y descripción de la especie
Planta herbácea postrada, voluble, densamente puberulenta a serícea, rizomatosa; tallos de 0.5 a 2 m de largo, con pelos rizados, blanco-grisáceos; peciolo de 4 a 20 mm de largo, hoja muy variable, oblongo-ovada a triangular-hastada, por lo general linear a oblongo-hastada, de 1.5 a 7 cm de largo, de 7 a 40 mm de ancho, ápice redondeado a agudo, márgenes enteros a sinuado-dentados; flores solitarias, ocasionalmente 2 o 3, pedúnculos de 0.5 a 6.5(10) cm de largo; sépalos subiguales, oblongo-ovados, de 6 a 8(12) mm de largo, de 3 a 5 mm de ancho, ápice redondeado, truncado, cuspidado; corola con forma de embudo (infundibuliforme), de 15 a 19(32) mm de largo, pentalobada, lóbulos con ápice muy agudo, rosada o blanquecina, garganta purpúrea, pubescente en los pliegues; estambres de 7 a 10(12) mm de longitud, filamentos glabros, anteras de 1.2 a 2 mm de largo; ovario largamente ovoide, estilo de 8 a 12(16) mm de largo, estigmas lineares, de (2.5)3 a 4 mm de largo; el fruto es una cápsula subglobosa, de 5.5 a 9 mm de largo, de color café claro, con 4 semillas, elipsoideas a ovoideas, negruzcas, de (3)3.2 a 4.2 mm de longitud, superficie lisa a un poco irregularmente rugulada.

## Distribución de la especie
Especie que se distribuye desde Kansas en el centro de EE. UU. hasta el sur de México, en los estados de Sonora, Chihuahua, Coahuila, Nuevo León, Tamaulipas, Durango, Zacatecas, Aguascalientes, San Luis Potosí, Guanajuato, Querétaro, Hidalgo, Michoacán, México, Puebla y Oaxaca.

## Hábitat
Crece en laderas de poca pendiente, márgenes de arroyos, a orilla de caminos y en pastizales alterados, generalmente derivados de matorrales xerófilos, en  un gradiente altitudinal que va de los 600 a los 2200 m s.n.m. Florece de junio a septiembre y fructifica de julio a octubre.

## Estado de conservación
No se encuentra bajo ningún estatus de protección.